# Neogobius fluviatilis
Gobie fluviatile
Espèce
Statut de conservation UICN

 LC  : Préoccupation mineure
Neogobius fluviatilis , le Gobie fluviatile (que les anglophones appellent monkey Goby, le « Gobie singe »), est une espèce de poissons pouvant vivre en eau douce à saumâtre ou salée, de la famille des Gobiidae, vivant naturellement dans le bassin Ponto-Caspien (mer d'Azov, mer Caspienne et mer Noire). 
Comme Neogobius melanostomus (le gobie à taches noires), une espèce proche, euryhaline, il se montre souvent envahissant là où il a été introduit par l'homme hors de son aire naturelle de répartition.

## Description
Taille et poids : 7-10 centimètres pour environ 50 grammes en moyenne, mais certains individus mesurent jusqu'à 18-20 cm.
Robe : son corps allongé est gris brunâtre ou gris ocre-jaunâtre, généralement orné d'un motif brun très pâle constitué de rangées de taches sombres fusionnées. Des alignements de taches sombres ornent aussi les nageoires dorsale et caudale. 
Écailles : le corps est recouvert d'écailles cycloïdes sur la couronne de la tête, la nuque, le dos, un tiers des opercules, les bases des nageoires pectorales, et la moitié postérieure de la gorge et du ventre. 
Autres caractéristiques 
- Sa deuxième nageoire dorsale est de petite taille par rapport à l'extrémité postérieure du corps.
- La largeur de la tête est égale ou un peu supérieure à la hauteur de la tête.
- Les mâchoires supportent de petites dents coniques. Les mandibules inférieures s'avancent plus loin que la mâchoire supérieure garnie d'une lèvre épaisse et aplatie sur le devant.

## Habitats et répartition géographique
Sa répartition actuelle est encore mal connue et évolutive car l'espèce peut se montrer capable de gagner de nouveaux habitats. Il vit originellement dans les eaux douces et saumâtres des bassins de la mer Noire et de la mer de Marmara.
En 1970, l'espèce a été notée (comme non-indigène) dans le lac Balaton en Hongrie. puis dans le Moyen Danube hongrois en 1984. [4] En 2001 on le trouvait dans toute la partie slovaque et hongroise du Danube.
Il été ensuite été classé comme une espèce envahissante dans le bassin de la mer Baltique (en 1997) et est trouvé dans certains réservoirs (ex : réservoirs de Włocławek Reservoir et de Zegrze. Plus récemment (2009) il a été trouvé dans la partie allemande du Rhin (et retrouvé depuis Mars 2009) ainsi que dans la rivière Waal (près de Nimègue, aux Pays-Bas)
En Août 2011 il est pour la première fois signalé dans la rivière Evros en Grèce ce qui montre sa présence dans le bassin de la mer Égée. 

## Espèce aquatique envahissante
Cette espèce, comme le Gobie à taches noires se montre invasif et entre alors en compétition avec les espèces indigènes. 
En France, il a d'abord été trouvé dans le bassin Rhin-Meuse, dans la Moselle à Berg-sur-Moselle (par un Bureau d'études, DUBOST Environnement lors d'une pêche électrique en juin 2014) puis à Kœnigsmacker le 19 août 2014... et d'autres individus ont ensuite été trouvés par l'ONEMA dans le même cours d'eau.

## Alimentation
Le gobie fluviatile appartient au groupe des poissons dits malacophages (en occurrence mangeurs de mollusques à coquilles). Selon certains auteurs, les mollusques semblent moins importants pour son régime alimentaire que pour celui d'autres espèces de gobies. 
Cependant, en mer d'Azov les mollusques (Abra Segmentum principalement) représentent 85 % de son régime alimentaire.
Alors que dans le golfe du Tendra il mange principalement des polychètes, des larves de Chironomidae, de petits mollusques, des Cerastoderma et même des juvéniles de gobies et des adultes de gobies marbrés ainsi que des crustacés (amphipodes et crevettes). 
Dans le Danube et les lacs Yalpug et Kugurluy, il mange surtout des amphipodes, des mollusques, et des Oligochaeta.
Dans l'estuaire de la Khadzhibey il consomme au moins une douzaine d'espèces (avec toute l'année des polychètes, larves d'insectes et crevettes) et saisonnièrement des crabes tels que Rhithropanopeus harrisii, ainsi que des algues marines (Zostera marina) et des amphipodes (ex : Marinogammarus olivii) et divers crustacés planctoniques.

## Parasitoses

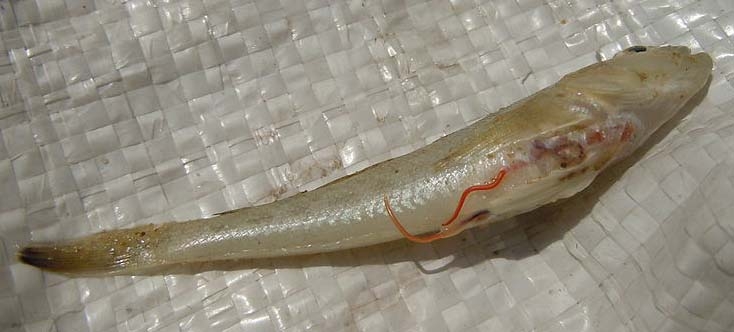
Specimen de Neogobius fluviatilis infesté par des nématodes Eustrongylides (Eustrongylides excisus), dans le Liman du Dniestr, en Ukraine.

Dans le nord-ouest de la mer Noire, en 2005, au moins douze parasites différents avaient déjà été décrits chez cette espèce .
Le plus souvent il s'agit d'un trio de métacercaire (metacercariae) composé de Сryptocotyle concavum, Сryptocotyle lingua et Рygidiopsis genata. Le nematode Dichelyne minutus et le  cestode Ligula pavlovskii sont également courant dans cette région. Il peut transporter des trématodes comme C. lingua et P. genata qui peuvent aussi depuis longtemps infester l'être humain,
Dans les années 1950 le long du Golfe de Taganrog en mer d'Azov cette espèce a été trouvée aussi parasitée par des nématodes pouvant être impliqués dans des épizooties, tels que Tetrameres fissispina et Streptocara crassicauda pouvant être mortels chez les canards. 

### Source
- World Conservation Monitoring Centre 1996.